# بيتر كينغ (لاعب كرة قدم)
بيتر كينغ (بالإنجليزية: Peter King)‏ (5 يوليو 1964 بليفربول في المملكة المتحدة - 23 فبراير 2012) هو لاعب كرة قدم بريطاني في مركز الوسط. لعب مع نادي ساوثبورت ونادي كرو ألكساندرا ونادي موركامب.

## وصلات خارجية
- بيتر كينغ على موقع قاعدة بيانات كرة القدم.إي يو (الإنجليزية)